# شاطئ الجميرة

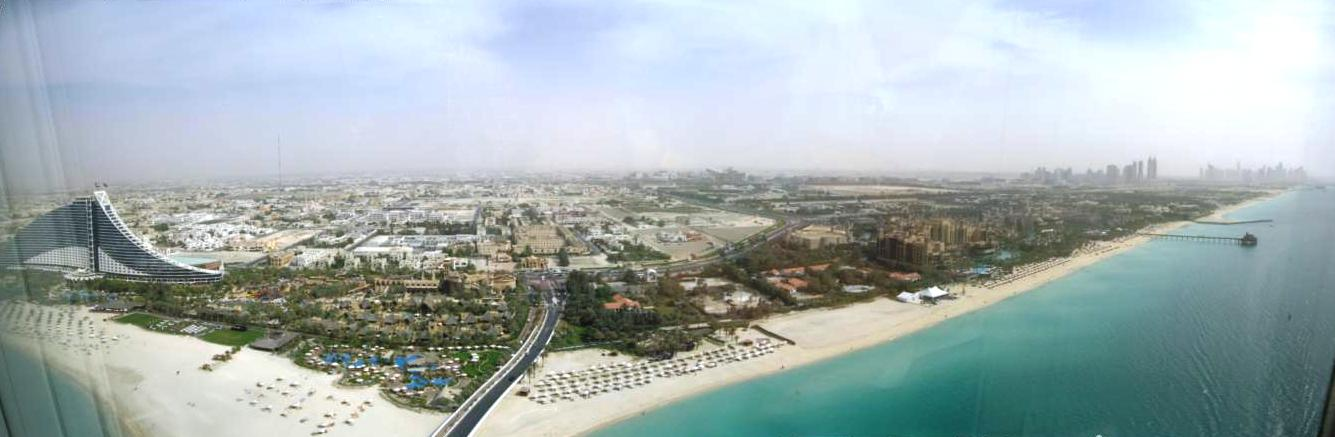

شاطئ الجميرة أو شاطئ الرمال البيضاء الذي سمي نسبة إلى موقعه في منطقة الجميرة في دبي، على ساحل الخليج العربي. وهو يمتد على طول الساحل الجنوبي من المنطقة التاريخية في المدينة حتى نخلة الجميرة وينتهي بين الطرف الجنوبي من مساكن شاطئ الجميرة (المجاورلمنطقة مرسى دبي) ومرافق الميناء في جبل علي.
المناطق المحاذية للشاطئ تشمل الجميرة (1، 2 و 3)؛ أم سقيم (1، 2 و 3)؛ و آل الصفوح، ويشار إلى هذه السلسلة بأكملها من الأحياء والمناطق من الحافة الجنوبية من الكرامة إلى محطة نخلة الجميرة في قرية المعرفة أحيانا باسم منطقة «طريق شاطئ الجميرة».
تتميز واجهة الشاطئ بتواجد مجمعات التسوق، الفنادق الفخمة والمنتجعات، بما في ذلك فندق برج العرب، حديقة وايلد وادي المائية، فندق جميرا بيتش ومدينة الجميرة ذات الطراز القديم.